# Język gogodala
Język gogodala (a. gogodara) – język z grupy transnowogwinejskiej używany w Papui-Nowej Gwinei. Według danych z 2004 r. posługuje się nim 22 tys. osób. Jest bliski językowi ari.
Historycznie wykorzystywany jako lingua franca w działalności misjonarskiej.
Jest zapisywany alfabetem łacińskim.